# Guichi, Chizhou
Districtul Guichi (în chineză simplificată: 贵池区; chineză tradițională: 貴池區; pinyin: Guìchí Qū) este un district al orașului Chizhou⁠(d), provincia Anhui, Republica Populară Chineză și sediul guvernului orașului. Districtul are o populație de 636.000 de locuitori și o suprafață de 2,516 km2. Se numea orașul Guichi înainte de 2000.

## Administrare
Începând cu 2011, districtul Guichi are jurisdicție peste 11 subdistricte și 9 orașe.

### Subdistricte
| - Subdistrictul Chiyang (池阳街道) - Subdistrictul Qiupu (秋浦街道) - Subdistrictul Lishan (里山街道) - Subdistrictul Jiangkou (江口街道) - Subdistrictul Maya (马衙街道) - Subdistrictul Dunshang (墩上街道) | - Subdistrictul Meilong (梅龙街道) - Subdistrictul Qiujiang (秋江街道) - Subdistrictul Xinghuacun (杏花村街道) - Subdistrictul Qingfeng (清风街道) - Subdistrictul Qingxi (清溪街道) |

### Orașe
| - Yinhui (殷汇镇) - Niutoushan (牛头山镇) - Wusha⁠(d) (乌沙镇) - Meijie (梅街镇) - Meicun (梅村镇) | - Tangtian (唐田镇) - Pailou (牌楼镇) - Tangxi (棠溪镇) - Juanqiao (涓桥镇) |

## Transport
- Autostrada Națională a Chinei 318